# Őr-hegy
Az Őr-hegy a Pilis déli részének egyik magaslata Pilisvörösvár közigazgatási területén. Dolomit alapkőzete kiváló alapanyaga a legkülönfélébb nemesvakolatoknak, ami miatt azt évtizedek óta bányásszák. Csúcsáról szép kilátás nyílik a Pilis hegyvonulataira és a Solymári-völgyre.

## Leírása
Az Őr-hegy jellegzetes kétcsúcsú hegy, Pilisvörösvár látképének meghatározó tájképeleme; mindkét csúcsa körkúp alakú, közel azonos lejtésviszonyokkal. Nagy részét ma erdei- és feketefenyő borítja.
Alapkőzete túlnyomórészt triász kori laza szemcsés, porló dolomit, dolomitmurva, amit helyenként a karsztmélyedésekbe bemosódott kréta kori bauxitos agyag tarkít; néhol előfordul továbbá tűzálló fehér agyag is.

## Nevének eredete
Neve az 1848–49-es forradalom és szabadságharc idejéből származik, abban az időben ugyanis egy nagy farönköt ástak le a hegy tetején, amit bekentek szurokkal, abból a célból, hogy ha valamilyen irányból ellenség közeledne, akkor a farönk meggyújtásával, a várhatóan igen messzire ellátszó tűz révén tudatni lehessen a veszélyhelyzet tényét a környéken és a Budán tartózkodó honvédegységekkel. (Erre végül nem került sor.) A hegy neve korábban Strázsa-hegy néven is használatban volt, illetve nevezik Kerek-hegynek is, valamint olyan korabeli térkép is fennmaradt, amelyen (feltehetőleg tévedésből) Öreg-hegy néven szerepel.

## Gazdasági hasznosítása
A környéken élők már régen felismerték, hogy az Őr-hegy igen tiszta, porló dolomitja jól használható építőanyag, ezért azt a hegytömb nyugati felében és a nyugatról szomszédos Zajnát-hegyek keleti részén régóta intenzíven bányásszák, elsősorban nemesvakolatok készítése céljából. Minderről már messziről árulkodik a nagy kiterjedésű, összesen mintegy húsz hektárra kiterjedő, észak-déli irányban közel másfél kilométeres kiterjedésű bányagödör, és az ahhoz kapcsolódó, 1978-ban megnyitott, ugyancsak több hektáros alapterületen elhelyezkedő nemesvakolat-gyártó üzem építményeinek látványa.

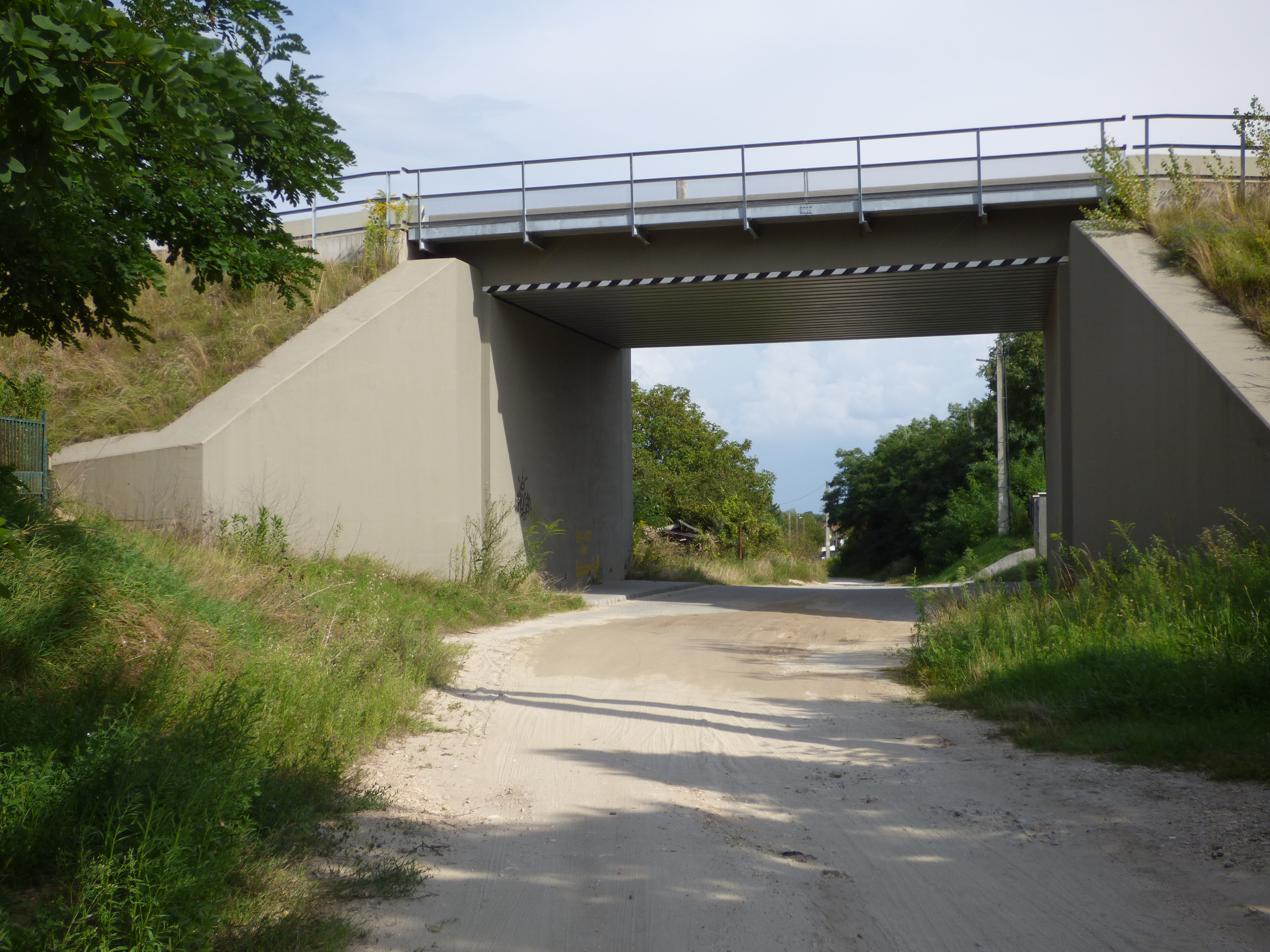
A dolomitvasút nagyvasúti alagútja helyén épült vasúti híd

Az 1970-1980-as években saját kisvasútja is üzemelt a bányának – amit akkor a Vegyesásvány-bányászati Vállalat (köznyelvi használatban az Ásványbánya) üzemeltetett –, a szerelvények a pilisvörösvári vasútállomásra szállították a kitermelt nyersanyagot, illetve a vállalat által értékesíteni szánt félkész- vagy késztermékeket. 1982 körül, miután a közúti fuvarozás egyre inkább teret nyert a vasúti szállítással szemben, a vonalat megszüntették, a vágányok nagy részét elbontották (bár az üzemi területen néhány sín- és váltó még a 2000-es évek elején is felfedezhető volt). Nyomvonala ma már inkább csak sejthető; felismerhető még továbbá az a pont, ahol a Budapest–Esztergom-vasútvonal keresztezte az iparvágányt [bár az egykori alagút helyén azóta vasúti híd épült], illetve azonosítható még az a műtárgy is, amelyen keresztül a dolomitvasút áthaladt a 10-es út alatt.
A nemesvakolat-üzem már 1978-ban Terranova néven kezdte meg működését, mint Magyarország első, kifejezetten vakolatgyártásra szakosodott gyárüzeme; elnevezése később Weber-Terranova formára módosult. A korábbi márkanevek fenntartása mellett az üzemeltető a 2000-es évek elejétől a Saint-Gobain Weber Terranova Kft. lett, amely cég, két másik hazai, építőanyag-ipari vállalattal való egyesülését követően a Saint-Gobain Construction Products Hungary Kft. nevet vette fel.

## Természetvédelem
Az Őr-hegy eredeti növényvilága valószínűleg a környékre jellemző mészkedvelő tölgyes volt, melynek fáit a 18. századtól kezdődően nagyrészt letermelték, a fátlanná vált területeket pedig legeltetéssel hasznosították, így több más, közeli magaslathoz hasonlóan itt is erodált kopárok jöttek létre. Ezek újrafásítása az 1920-as években indult meg, főleg feketefenyővel, így az Őr-hegyen is fenyvesek, a fával be nem ültethető, extrém domborzatú területrészeken pedig másodlagosan dolomit sziklagyepek jöttek létre, a térség élőhelyeinek aljnövényzetében amúgy is megtalálható, mészkedvelő növényfajokból. A sziklagyepek több jellemző faja kimutatható a területen, így például a lappangó sás (Carex humilis), a deres csenkesz (Festuca pallens), a magyar rozsnok (Bromus pannonicus), a sziklai perje (Poa badensis), a korongpár (Biscutella laevigata), a kövér daravirág (Draba lasiocarpa), a henye boroszlán (Daphne cneorum), az árlevelű len (Linum tenuifolium), a sárga kövirózsa (Sempervivum globiferum subsp. hirtum), a fokozottan védett magyar gurgolya (Seseli leucospermum) és a Szent István-szegfű (Dianthus plumarius ssp.regis-stephani). 2001-ben egy, a hegytömb lábainál fekvő dolomitgyepen megtalálták a homoki szalmagyopár (Helichrysum arenarium) egy kisebb állományát is.
Kisebb egyedszámban előfordul a bunkós hagyma (Allium sphaerocephalon), a sárga koronafürt (Coronilla coronata), a kisfészkű hangyabogáncs (Jurinea mollis ssp. dolomitica), a borzas vértő (Onosma visianii), az ezüstaszott (Paronychia cephalotes), a leánykökörcsin (Pulsatilla grandis), a selymes boglárka (Ranunculus illyricus), a hegyi árvalányhaj (Stipa pennata), a kékes borkóró (Thalictrum minus ssp. pseudominus), a tarka imola (Centaurea triumfetti ssp. aligera), a gombos varjúköröm (Phyteuma orbiculare), a nagy pacsirtafű (Polygala major) és a tarka kosbor (Orchis tridentata) is.
Arra, hogy a hegy oldalainak eredeti vegetációját karsztbokorerdők, mészkedvelő tölgyesek alkothatták, utal az is, hogy a fenyvesek között ma is felbukkan néhány, e társulásokra jellemző faj is, olykor jelentős egyedszámban. Kimutatták itt a védett budai berkenye (Sorbus semiincisa) előfordulását, figyelemre érdemes továbbá a sárga cserszömörce (Cotinus coggygria) előfordulása is, amely több helyen jókora sarjtelepet alkot. A gyepszinten is megjelenik a karsztbokorerdők néhány jellemző faja, mint a bajuszoskásafű (Piptatherum virescens), az erdei szálkaperje, a védett turbánliliom (Lilium martagon), a madárfészek kosbor (Neottia nidus-avis), a fehér sarkvirág (Platanthera bifolia) és a fehér madársisak (Cephalanthera damasonium).

## Turizmus
A Budapesthez való közelsége és jó megközelíthetősége okán – hiszen a hegy lába könnyű sétával elérhető a pilisvörösvári vasútállomás és a szabadságligeti megállóhely felől is –, valamint a közelében található egyéb turisztikai vonzerők (Zajnát-hegyek, Kopár Csárda, Iluska-forrás, Klotild-barlang) miatt kedvelt kirándulóhely. Népszerűségét növeli a fő csúcs közeléből és az oda felvezető ösvényről kínálkozó panoráma is. Jelzett turistaút nem vezet a csúcsra – a legközelebb a sárga jelzés halad el hozzá, amely északról harántolja a magaslatot –, de annak megközelítése így sem komplikált.

## Galéria

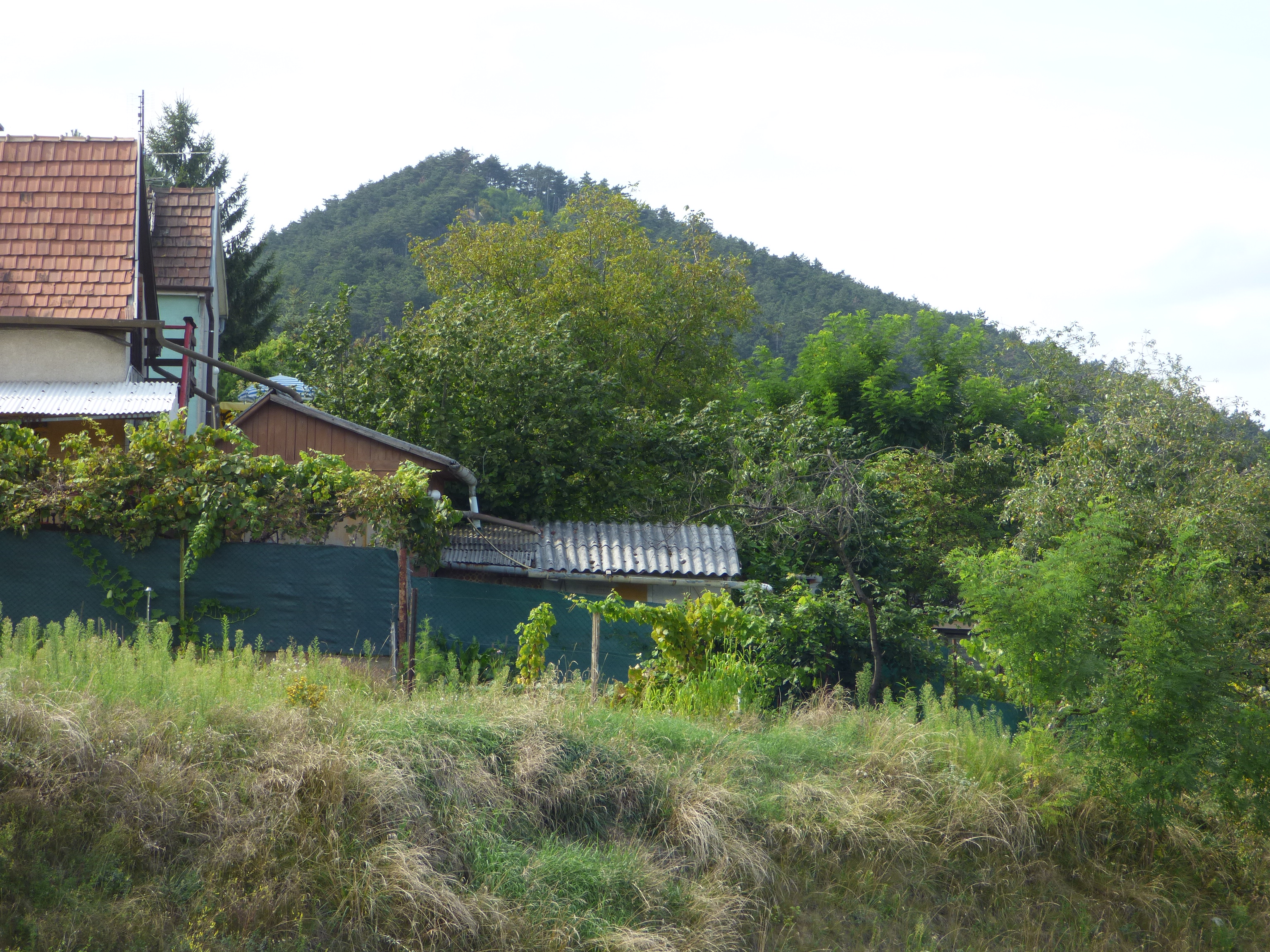
Az Őr-hegy a róla elnevezett utca vasúti hídja felől
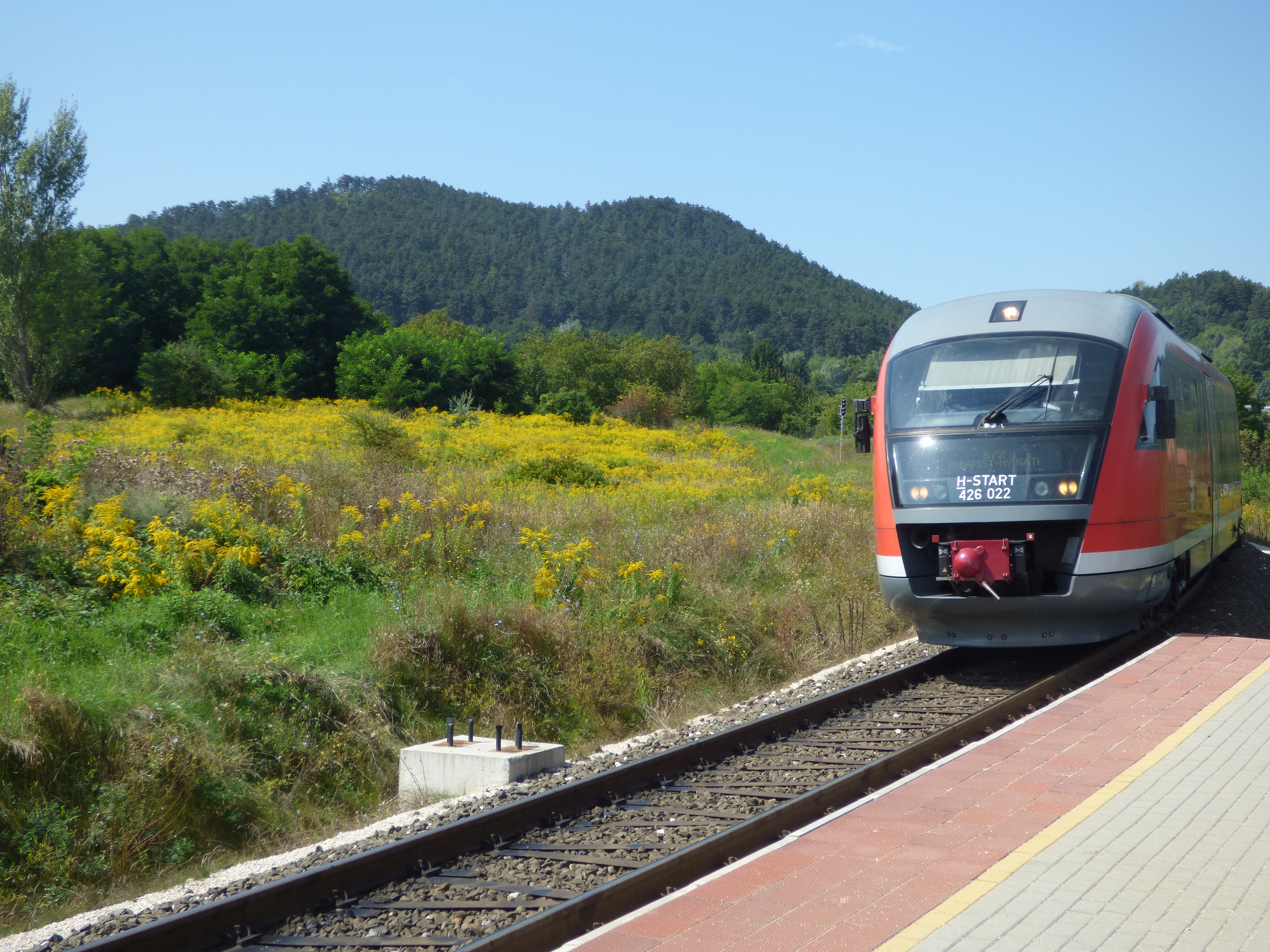
Az Őr-hegy Szabadságliget megállóhely felől, előtérben egy Desiro motorvonattal
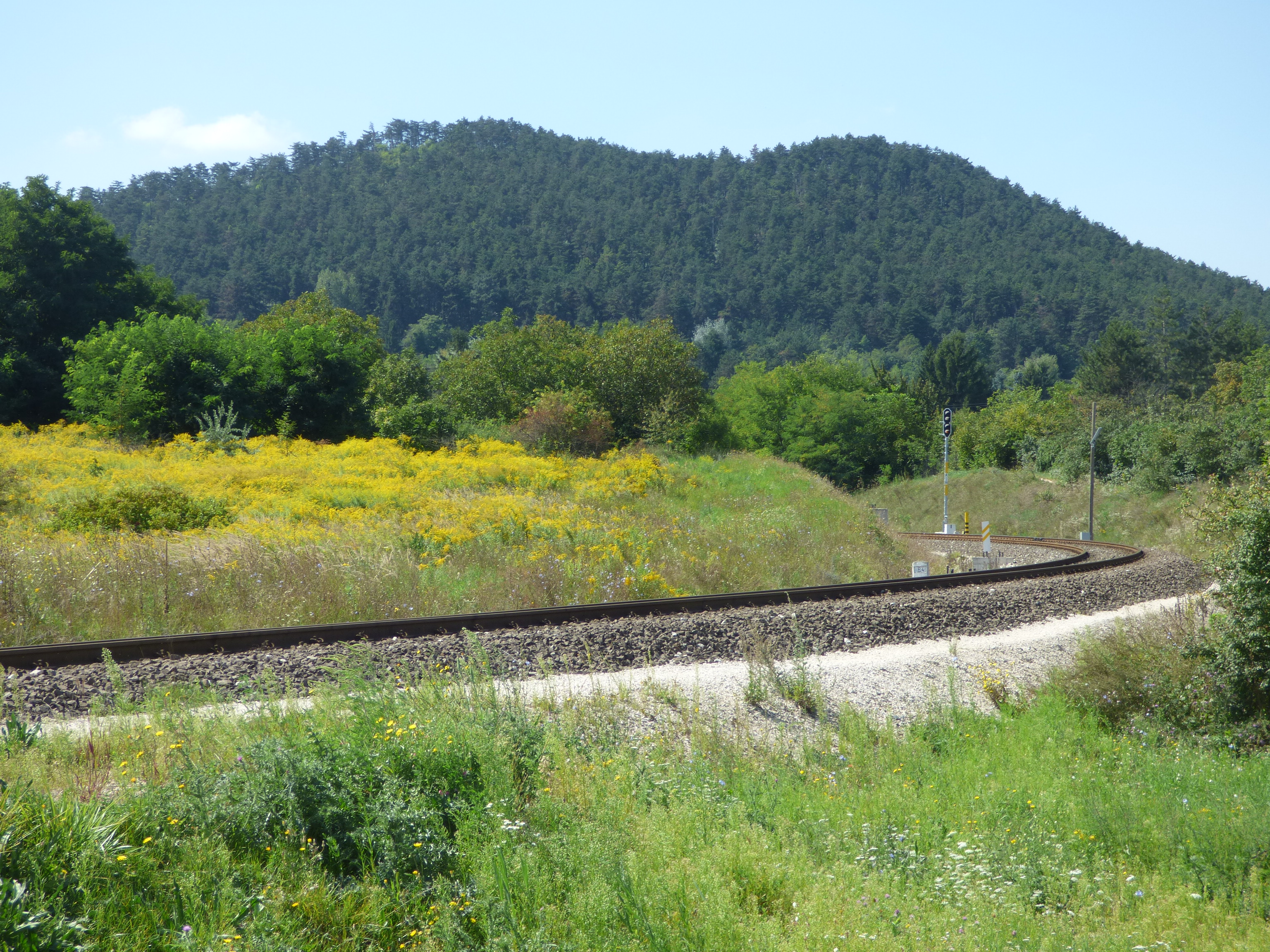
Az Őr-hegy Szabadságliget megállóhely nyugati vége felől